# Szabad művészet

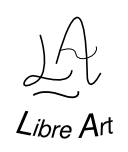
A Libre Art logó felirattal

A szabad művészet a szabad kultúra szabad licencű művészeti alkotásainak területe, alkotói a szabadművészek.

Sita Sings the Blues, egy szabad film

## Története

### A copyright-monopóliumok előtt
A szabad művészet fogalma már az ókorban is ismert volt. A görög oktatókör volt a szabad oktatás, 7 szabad művészet modellje, mely bár nagyon eltérő volt a mai fogalomtól, mindkettő közös alapja a szólásszabadság, a műveltség szabad, korlátozásmentes átadása a befogadónak.
Mielőtt a XVII. századi Angliában el nem indultak a copyright-monopóliumok iránti törekvések, melyeket a XVIII. század elején Anna törvénye, majd a XIX. század végén a Berne-i Egyezmény tetőzött be, a reneszánsz és barokk művészek, mint például Leonardo, Shakespeare vagy Bach igen nagy szabadsággal hozzáfértek a kulturális örökséghez és alkothatták azokat újjá. A XVII. században John Milton volt az egyik első jelentős művész, aki felhívta a figyelmet a szellemi termékekhez fűződő üzleti monopóliumok kialakulásának veszélyére.

### Napjainkig
A XX. század végére technikailag megszűnt a nagy, multinacionális médiavállalatok monopóliuma, kialakult az a lehetőség, hogy egy művész, szövegeket vagy audiovizuális állományokat szinte zéró költséggel azonnal, és az egész emberiség felé tud terjeszteni és nyilatkozatával visszaadhat néhány szabadságjogot mindenkinek, például, hogy az így közreadott művét vagy demóját a befogadó hatékony módon továbbterjeszthesse. Így születtek meg, először a szoftverművészet majd más területeken az ezt engedélyező szabad licencek, melyeket az alkotók egy címkével a legegyszerűbb módon biztosíthatnak.
A GPL, GFDL, Libre Art Licence, vagy a Creative Commons és más rugalmas licenccsaládok segítségével különösen 2000-es évek első évtizedének végére a szerzők számára nagyon egyszerűvé vált ez, így a szabad licencű műalkotások száma mindenhol emelkedni kezdett.

## Közkincs vagy Copyleft
A legtöbb szabadművész nem közkincsként ad ki szabad hozzájárulásokat a kulturális örökséghez, mint egy ideális világban. A jelenlegi rendszerben ugyanis a PD akár az örökösök által visszavonható, ezért a legtöbb szabad művész a szabad licencű műalkotásait copyrighttal, személyhez fűződő jogainak fenntartásával adja ki, egyes felhasználási jogokat pedig visszaad a társadalomnak.
A szabad művészek által ma leginkább használt licenccsalád, a rugalmas, Creative Commons licenccsalád, mely a magáncélú másolást (lásd például: letöltés) mindig megengedi, de ezen túl a másolási szabadságjogok továbbadását kikövetelő - CC-BY-SA, Copyleft -, vagy akár a magáncélú feldolgozási lehetőséget is megtiltó - nem-szabad licencelésig a hozzájárulni kívánó alkotók számára a legrugalmasabb licencelést nyújtja.
Ma már a világon egyre több a szabad művész, az olyan művész, aki legalább 1 műalkotását vagy akár pusztán csak egy részletének valamilyen minőségű demóját szabadon terjeszthetően, szabad licenc alatt közzéteszi.
A libre art körébe tartozó alkotások számáról még nem készült külön adat, de egy 2014 végi "State of the Commons" jelentés szerint csak a CC-licencű szöveges vagy audiovizuális fájlok száma 2015-ben várhatóan átlépi az 1 milliárdot, ezen belül ma már döntő, a teljesen szabad, CC-BY-SA licenccel alapvetően kompatibilis, a kulturális örökséghez hozzájáruló alkotások aránya.

## Látható művészeti alkotások

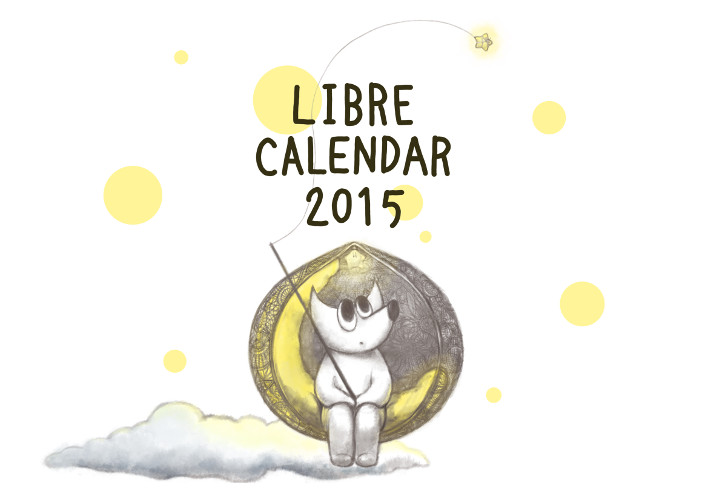
A francia LILA alkotócsoport szabadnaptára
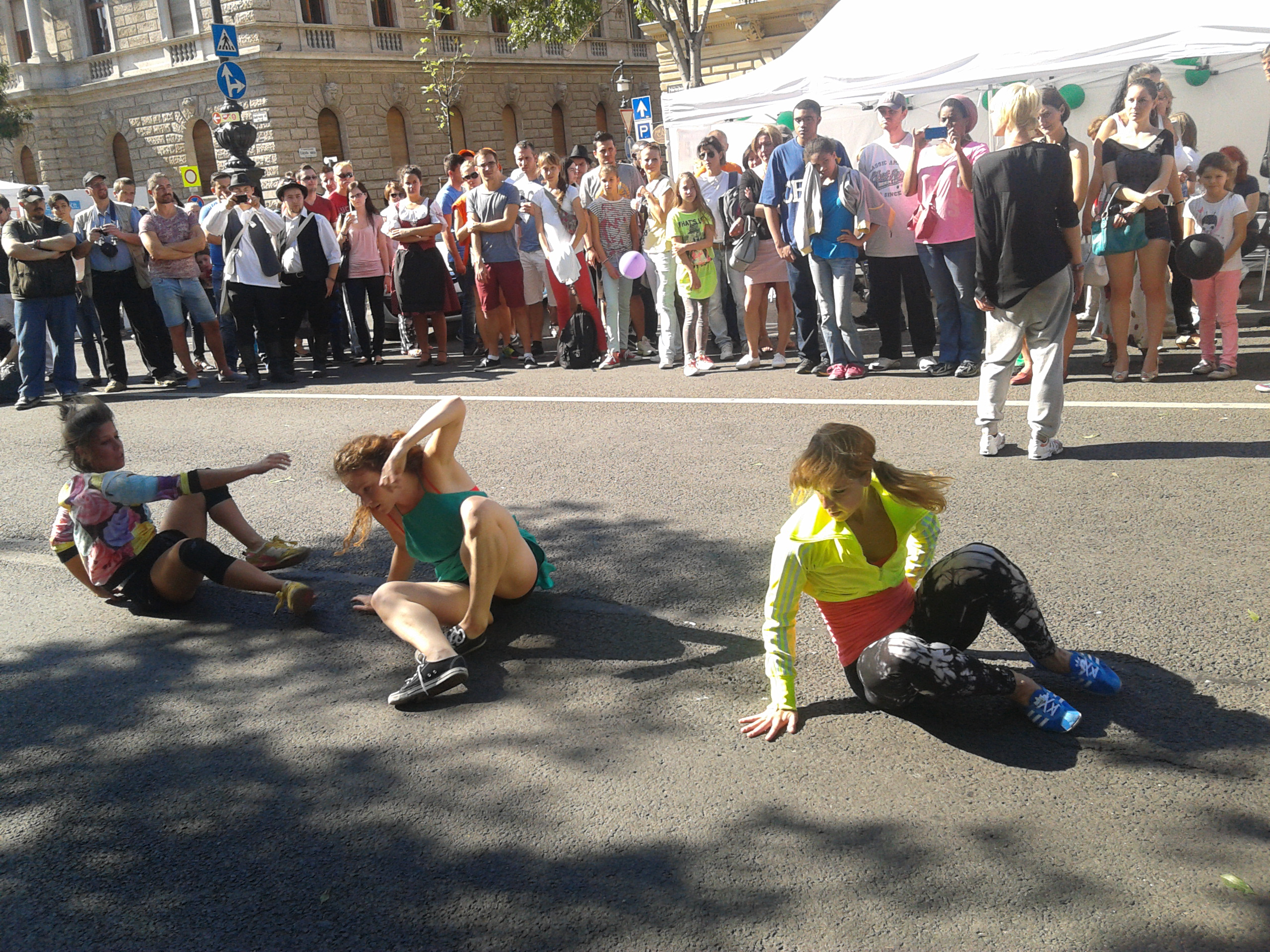
Szabad táncművészet Budapesten
Sita Sings the Blues, egy szabad film
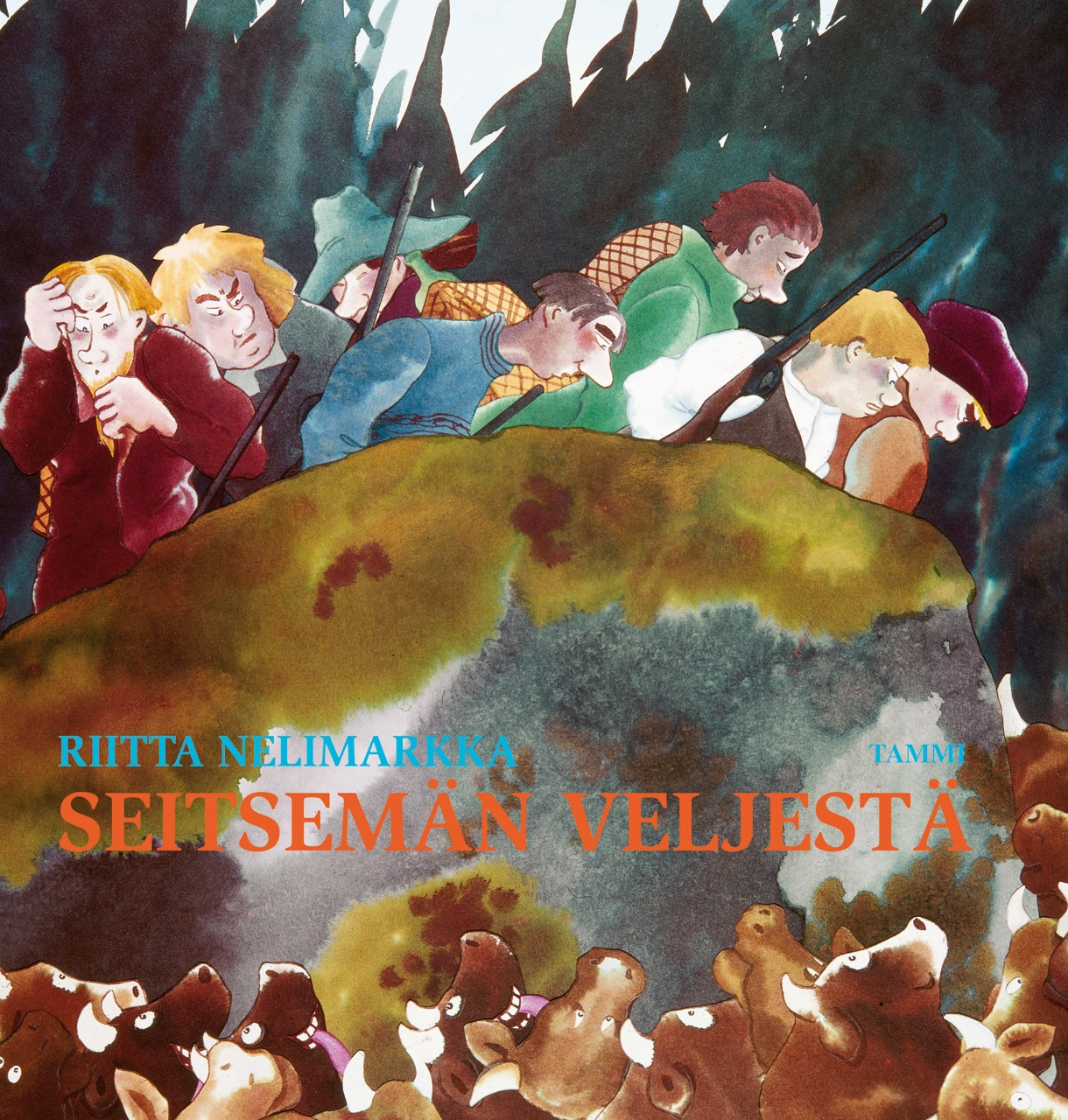
Szabad kép a '7 fivér' című rajzfilmből Finnországból
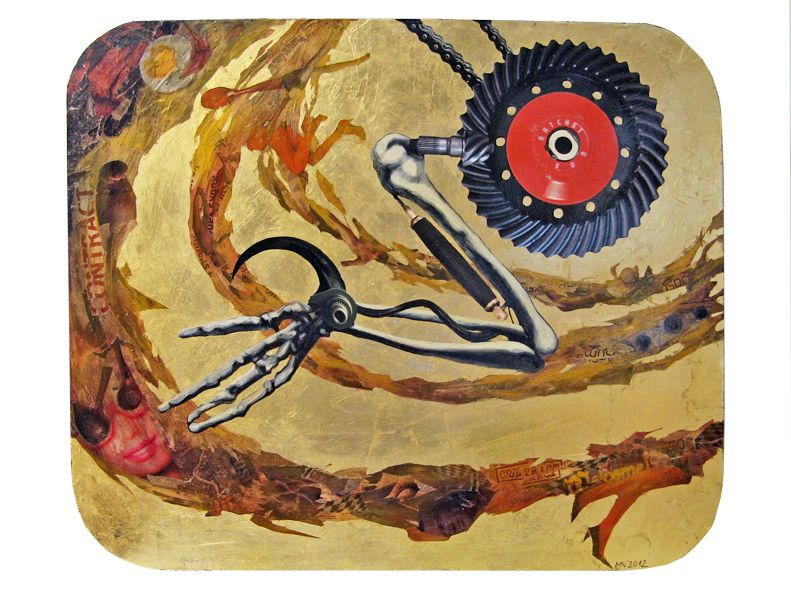
Deus Ex Machina I - Mall Nukke egy szabad festménye, Észtországból.